# 18.ª Calle Suroeste
La 18.ª Calle Suroeste o Decimoctava Calle Suroeste es una vía secundaria del cuadrante suroeste de la ciudad de Managua, Nicaragua. Tiene un trazado corto que conecta los barrios de Bolonia con Llamas del Bosque.

## Trazado
La calle comienza en la intersección con la 11.ª Avenida Suroeste en el sector oeste del barrio Bolonia y se extiende en dirección oeste atravesando barrios residenciales. Cruza la 12.ª Avenida Suroeste y continúa hasta finalizar en la 36.ª Avenida Suroeste en el barrio Llamas del Bosque.

## Intersecciones principales
- 11.ª Avenida Suroeste – Inicio del tramo
- 12.ª Avenida Suroeste – Conexión a vías interiores de Bolonia
- 27.ª Avenida Suroeste – Cruce hacia Linda Vista
- 36.ª Avenida Suroeste – Final del trayecto

## Barrios que atraviesa
- Bolonia
- Llamas del Bosque

## Coordenadas
12°8′5″N 86°17′45″O / 12.13472, -86.29583